# 学界の春
学界の春（がっかいのはる、英語: Academic Spring）は、2012年に数学界を中心に始まった、エルゼビア社への論文寄稿・査読・編集ボイコット運動。英語の呼称はエコノミスト新聞社（2012:文末）による。フィールズ賞受賞数学者ウィリアム・ティモシー・ガワーズ（2012）氏が自身のブログにエルゼビア社に寄稿しない理由を公開したのが発端。これを受けてTyler Neylon (n. d.) 氏が『The Cost of Knowledge』という署名サイトを立ち上げ、ボイコットが一気に拡大した。インデペンデントの2012年2月9日付ブログ記事によれば、寄稿者4700人以上の署名が集まっている。

## 動機と議論
署名サイトはボイコットの理由として、雑誌の値段（高価）、販売方法（抱き合わせ販売）、政治姿勢（オープンアクセスを妨げる研究著作法案支持）の3つを挙げている。これに対してエルゼビアは2月3日と2月6日に声明を発表し、ダウンロード価格は10年前に比べ平均して5分の1になっており、抱き合わせは義務ではなく個別購入も可能であり、査読出版制度を弱体化させる法規への反対姿勢を表明した。そして2月27日に正式に研究著作法案の支持を取り下げると発表した 。直後に、研究著作法案を提出したダレル・アイサ下院議員らは法の制定を推進しないと表明し、事実上取り下げた。

## 展望
オープンアクセス出版としてはarXivやパブリック・ライブラリー・オブ・サイエンス（PLOS）といった挑戦は21世紀初頭より繰り返されているが、査読がなかったり、出版料を著者が負担するなどの問題を抱えており、出版形態の刷新には至っていないのが2012年現在の現状である。